# Taller
Taller är en kommun i departementet Landes i regionen Nouvelle-Aquitaine i sydvästra Frankrike. Kommunen ligger i kantonen Castets som tillhör arrondissementet Dax. År 2022 hade Taller 680 invånare.

## Befolkningsutveckling
Antalet invånare i kommunen Taller
Referens:INSEE